# Bohuš Rodovský
Bohuš Rodovský (27. prosince 1874 – 17. prosince 1962) byl československý politik a meziválečný poslanec Národního shromáždění za Československou živnostensko-obchodnickou stranu středostavovskou.

## Biografie
Profesí byl řezníkem. Bydlel v Holešovicích.
V průběhu první světové války po Masarykově emigraci on a jeho rodina společně pečovali o Charlottu Masarykovou, když ji zdarma zásobovali potravinami.
Patřil k blízkým spolupracovníkům Karla Farského a spoluzakladatelům Církve československé husitské. Je znám jako velký mecenáš a jeden ze zakladatelů náboženské obce Církve československé husitské v Holešovicích, kde později působil jako první předseda rady starších. Po vzniku republiky měl být v rámci "boje o kostely" ústředním osnovatelem neúspěšného útoku na kostel sv. Antonína na Strossmayerově náměstí, který chtěli stoupenci nové církve demonstrativně obsadit. V roce 1935 zařídil hypoteční půjčku na stavbu domu Husova sboru v Holešovicích.
V parlamentních volbách v roce 1935 se stal poslancem Národního shromáždění. Poslanecké křeslo si oficiálně podržel do zrušení parlamentu roku 1939, přičemž v prosinci 1938 ještě přestoupil do poslaneckého klubu nově ustavené Strany národní jednoty.